# Marisa Mori
Maria Luisa Lurini (* 9. März 1900 in Florenz, Italien; † 6. März 1985 ebenda) war eine italienische Malerin. Sie gehörte zeitweise zu den wenigen Künstlerinnen der Futurismus-Bewegung.

## Leben und Werk
Mori war die Tochter von Mario Lurini, Angestellter der Versicherungsgesellschaft Fondiaria-Sai, und Edmea Bernini, Tochter des letzten männlichen Nachkommen des Bildhauers Gian Lorenzo Bernini. 1918 zog sie mit ihrer Familie nach Turin und heiratete dort 1920 den Journalisten und Dichter Mario Mori. Als Autodidaktin in Malerei wurde sie von dem Bildhauer Leonardo Bistolfi, einem Freund der Familie, beraten und ermutigt. Sie besuchte von 1925 bis 1931 die von Felice Casorati gegründete und geleitete Privatschule und wurde dann dessen Assistentin. 1926 nahm sie zusammen mit der Gruppe von seinen Schülerinnen, zu der auch Nella Marchesini, Daphne Maugham-Casorati, Paola Levi Montalcini und Lalla Romano gehörten, an der Ausstellung Esposizione delle vedute di Torino im Palazzo Cacherano di Bricherasio teil. Während ihres Aufenthalts in Turin nahm sie auch an verschiedenen Ausstellungen teil, die 1927, 1928 und 1930 von der Promotrice di belle arti del Valentino organisiert wurden.
Mori lernte 1931 Tullio Mazzotti und Fillìa kennen und kam so in Kontakt mit der futuristischen Gruppe. Im November 1931 nahm sie in Chiavari an einer Ausstellung futuristischer Malerei, Skulptur und dekorativer Kunst teil, indem sie eine Reihe von Keramiken entwarf, die anschließend von der Firma Mazzotti in Albisola hergestellt wurden.
1932 wurde Moris Engagement für den Futurismus durch die intensive Ausstellungstätigkeit bestätigt, an der sie mit der zweiten Generation von Futuristen aus den Regionen Liguriens und Piemonts beteiligt war. 1933 wurde sie zur ersten Nationalen Futuristischen Ausstellung in Rom eingeladen und im selben Jahr zog sie mit ihrem Mann nach Florenz, mit dem sie Teil der von Antonio Marasco geleiteten Gruppe der Futuristen wurde. Sie gewann 1933 einen Preis bei I Mostra futurista di scenotecnica cinematografica in der Bardi-Galerie in Rom für ein Gipsmodell, das sie für den Film Sintesi dell’isola d’Elba angefertigt hatte.
Sie war 1932 die einzige weibliche Autorin für The Futurist Cookbook und hatte 1934 eine Einzelausstellung in der römischen Galerie von Anton Giulio Bragaglia. 1934 flog sie in einem Doppeldecker über der italienischen Hauptstadt und erhielt das Gütesiegel Aeropittrice oder weiblicher Aeropainter. Aeropainting war ein Subgenre des Futurismus, inspiriert von der revolutionären neuen Technologie des Flugzeugs. Die Luftfahrt war immer noch ein sehr gefährliches Unternehmen und Mori war eine von vier futuristischen Frauen, von denen bekannt ist, dass im Namen der künstlerischen Inspiration geflogen sind. In Italien erlegte Mussolini Beschränkungen für weibliche Flieger auf, nachdem er 1934 eine Anzeige gelesen hatte, wonach Frauen dem örtlichen Fliegerclub in Bologna beitreten sollten. Er schickte sofort ein Telegramm an den Bürgermeister, in dem er ihn anwies, die Einladung zurückzuziehen und stattdessen Frauen von der Teilnahme auszuschließen.
Moris Arbeiten waren Teil von vier Biennalen in Venedig und 1937 nahm sie in Frankreich an der Ausstellung zeitgenössischer Künstlerinnen, Les femmes artistes d’Europe, im Jeu de Paume in Paris teil, die dann im Riverside Museum in New York City ausgestellt wurde.

## Abkehr vom Futurismus
Im Gegensatz zu vielen ihrer Kollegen trennte sie sich vom Futurismus, weil seine Führung das Regime auch nach der Verabschiedung der Italienischen Rassengesetze durch das faschistische Regime von 1938 weiterhin unterstützte. Während der Besetzung durch die Nationalsozialisten gewährte sie einer Familie jüdischer Intellektueller aus Turin Zuflucht und Hilfe. Dazu gehörten ihre Freundin und Malerkollegin Paola Levi-Montalcini, und deren Bruder, der Architekt, Gino Levi-Montalcini.
Moris Interesse für Theater und Kino veranlasste sie Mitte der dreißiger Jahre, sich an der Schauspielschule der Academy of Fidenti in Florenz einzuschreiben, wo sie nach dem Krieg Kostümgeschichte lehrte. Nach dem Tod ihres Mannes 1943 verließ sie endgültig die Marinetti-Bewegung.
1950 schrieb sie sich an der Accademia di Belle Arti (Florenz) ein und besuchte zwei Jahre lang die Kurse von Arturo Checchi. Im folgenden Jahr präsentierte sie ein Gemälde bei der VI. Nationalen Quadriennale in Rom. Danach führte sie ein zurückgezogenes Leben und stellte selten und fast ausschließlich in Ausstellungen mit Frauenmalerei aus, die vom Florentiner Kulturkreis gesponsert wurden.
Mori starb 1985 in Florenz, drei Tage vor ihrem 85. Geburtstag.

## Ausstellungen (Auswahl)
- 1927: IV Turin Quadriennale
- 1930: 17. Biennale di Venezia, Venedig
- 1940: 22. Biennale von Venedig
- 1951: VI. Nationale Quadriennale, Rom
- 1967: Hilversum, Niederlande
- 1968: Nancy, Frankreich
- 1969: Grasse, Frankreich
- 1994: Aurelio Stefanini Studio d’Arte, Florenz
- 2014: Castello San Michele, Cagliari
- 2016: Reset II And Futurism. Galerie Priska Pasquer, Köln
- 2018: L’elica e la luce. Le futuriste. 1912–1944. MAN Mus. d’Arte Prov. di Nuoro, Nuoro